# Jacky Avril
Jacky Avril (n. 19 iulie 1964, Vierzon, Centre, Franța) este un canoist ce a reprezentat Franța, medaliat olimpic. A participat la o ediție a Jocurilor Olimpice (1992) în care a câștigat o medalie de bronz.

## Participări
Lista de mai jos prezintă principalele competiții la care a participat Jacky Avril de-a lungul carierei.
- canoeing at the 1992 Summer Olympics – men's slalom C-1[*]